# Brian Allen
Brian Allen (Clarendon Hills, 19 giugno 1995) è un giocatore di football americano statunitense che milita nel ruolo di centro per i Los Angeles Rams della National Football League (NFL).

## Carriera

### Los Angeles Rams
Allen fu scelto nel corso del quarto giro (111º assoluto) del Draft NFL 2018 dai Los Angeles Rams. Debuttò come professionista subentrando nella gara del primo turno vinta contro gli Oakland Raiders. La sua stagione regolare si chiuse con 13 presenze, nessuna delle quali come titolare. Nei playoff, i Rams batterono i Cowboys e i Saints, qualificandosi per il loro primo Super Bowl dal 2001, poi perso contro i New England Patriots.
Il 13 febbraio 2022 Allen partì come titolare nel Super Bowl LVI vinto contro i Cincinnati Bengals per 23-20, conquistando il suo primo titolo.

## Palmarès

### Franchigia
- Super Bowl : 1

Los Angeles Rams: LVI
- National Football Conference Championship: 2

Los Angeles Rams: 2018, 2021

## Famiglia
Allen è il fratello minore di Jack Allen, centro dei New Orleans Saints.